# Amapá Clube
El Amapá Clube es un equipo de fútbol de Brasil que actualmente se encuentra inactivo.

## Historia
Fue fundado el 23 de febrero de 1944 en el municipio de Macapá del estado de Amapá luego de una reunión ocurrida en frente de la Prefectura Municipal de Amapá.
En ese mismo año se integra al Campeonato Amapaense, logrando el título estatal al año siguiente de su fundación, con lo que pasó a ser uno de los equipos más importantes del estado de Amapá al lograr 11 título de liga estatal entre 1945 y 1990, así como cuatro subcampeonatos entre los años 1990 y años 2000.
En 1992 participa por primera vez en la Copa de Brasil en la que avanzó hasta la tercera ronda, y también participó en dos ocasiones consecutivas en el Campeonato Brasileño de Serie C, donde en ambas fue eliminado en la primera ronda.

## Palmarés
- Campeonato Amapaense: 10

1945, 1950, 1951, 1953, 1973, 1975, 1979, 1987, 1988, 1990.